# Густафссон, Эдди
Дуглас Эдвард (Эдди) Александер Густафссон Макинтош (англ. и швед. Douglas Edward «Eddie» Alexander fon Gustafsson de la McIntosh; 31 января 1977, Филадельфия) — шведский футболист американского происхождения, выступал на позиции вратаря.

## Карьера

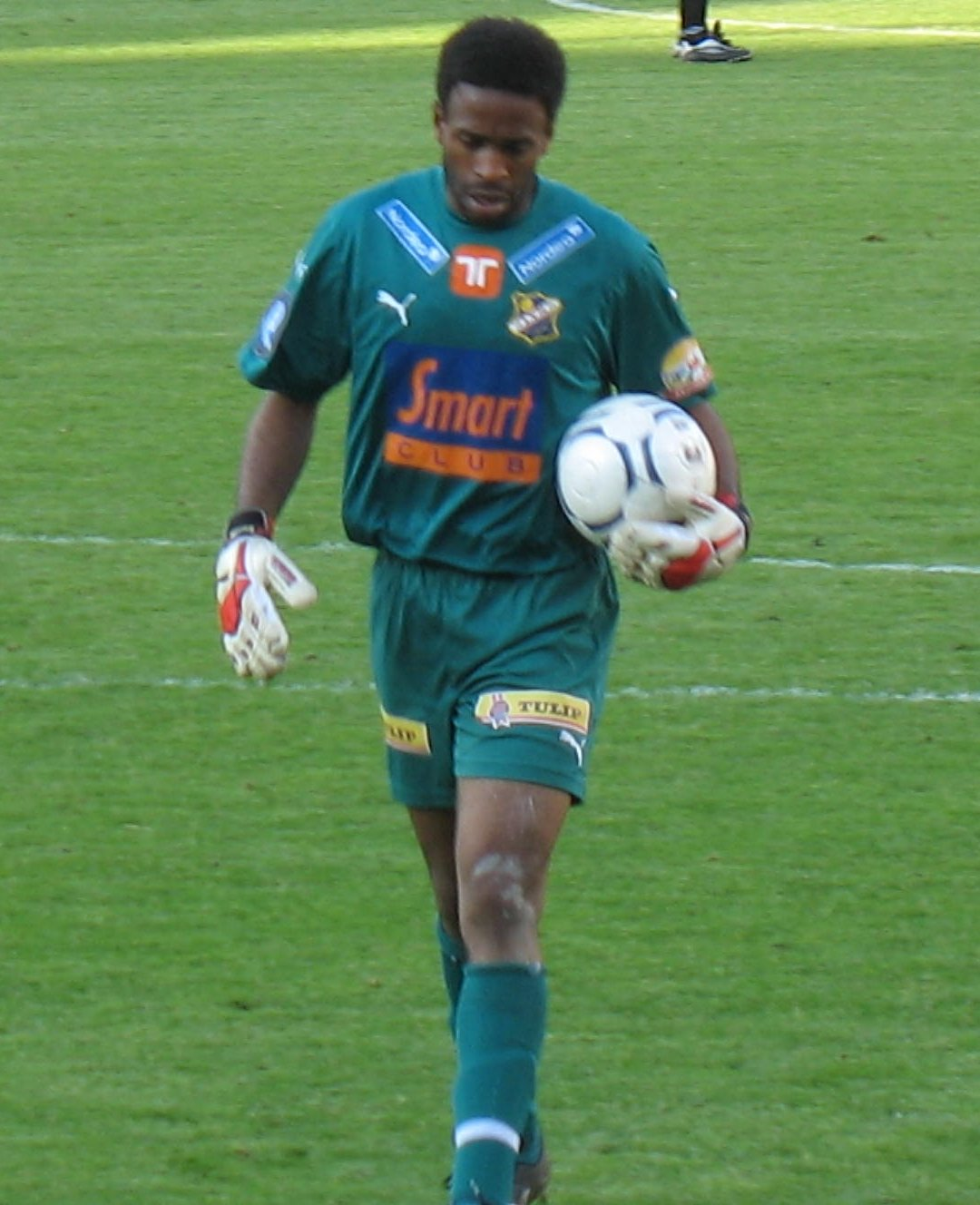
Густафссон в 2007 году

Эдди Густафссон начал карьеру в клубе «Стокгольм». В 1995 году он перешёл в «Норрчёпинг». В 2002 году перешёл в норвежский «Мольде», где все три сезона являлся основным голкипером команды. В 2005 году Густафссон перешёл в другой норвежский клуб, «Хам-Кам», где провёл один сезон. В 2006 году он перешёл в «Люн», где провёл 2 сезона.
8 января 2009 года Густафссон перешёл в австрийский клуб «Ред Булл» Зальцбург, отвергнув предложения «Фулхэма» и «Мидлсбро». В этой команде он заменил ушедшего в «Герту» Тимо Окса. Уже через полгода Густафссон стал капитаном команды. 18 апреля на 44-й минуте игры с ЛАСКом Густафссон получил травму: Лукас Краль сломал ему ногу. Голкипер на вертолёте был перевезён в Зальцбург, где ему сделали срочную операцию. Из-за этой травмы Густафссон на год выбыл из футбола.

## Карьера в сборной
Несмотря на то, что Густафссон мог сыграть за сборную США, он предпочёл ей сборную Швеции, за которую сыграл 8 встреч. Его дебютной игрой стал матч 31 января 2000 года с Данией, в которой шведы победили 1:0.

## Достижения
- Чемпион Австрии: 2009, 2010, 2012, 2014
- Обладатель Кубка Австрии: 2014